# オオミテングヤシ
オオミテングヤシ (学名: Mauritia flexuosa )は、南アメリカ大陸のアマゾン熱帯雨林気候における低湿地の沼地や、雨季に水没してしまうようなネグロ川の川沿いに群落がみられるヤシ科テングヤシ属の高木である。別名テングサケヤシとも呼ばれる。

## 特徴

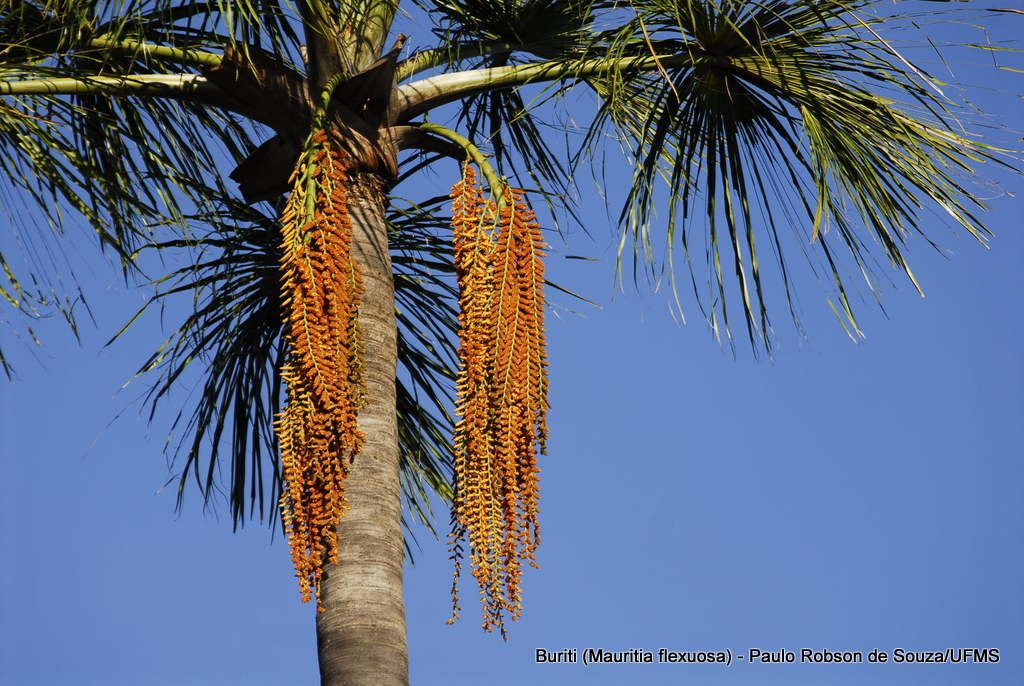
雄花

成木は、滑らかな円柱状の幹で、直径が約60cmほどあり、樹高は凡そ30-35mほどになる。
葉柄が長さ約3.9mの円筒状で、基部の直径30cm頬度あり強靭である。掌状葉の大きさは直径約1.5mほどあり、基部まで深裂している。葉の表側の色が濃緑色で、裏側は黄緑色である。
雌雄異株であるが、雌株には両性花が混在することがある。果実の直径は約8cmほどの大きさである。

## 利用

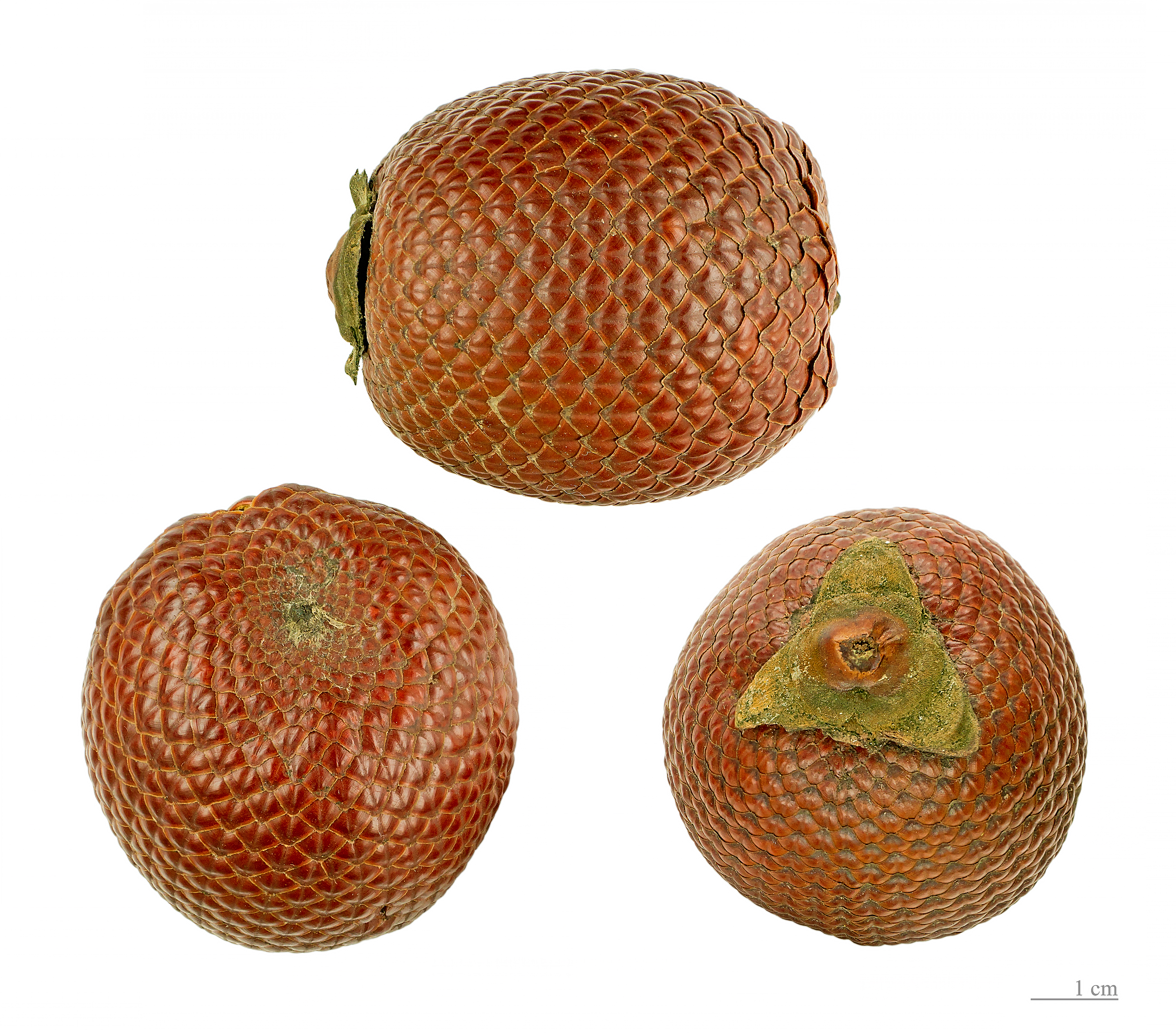
オオミテングヤシの果実

果実を食用、果汁から果実酒、髄はパンの代用に用いられる。
葉を水に浸しておくと白い丈夫な繊維が採取できる。繊維は漁網、ハンモック等綱として用いられる。
葉は屋根葺き用、幹は建材に用いられる。
その有用性から1980年代頃には乱獲が危惧されるようになってきた。
果実よりとれる食用油には、トコフェロール、カロテン、オレイン酸のトリグリセリドであるトリオレインといった栄養素が含まれる。
また葉からの抽出物を分析すると、タンニン、フラボノイド、カテキン、ステロイド、トリテルペン、サポニン、カプリン酸（デカン酸）、ラウリン酸（ドデカン酸）、ミリスチン酸（テトラデカン酸）、フタル酸（1,2-ベンゼンジカルボン酸）、パルミチン酸（ヘキサデカン酸）、ステアリン酸（オクタデカン酸）、リノール酸（オクタデカン酸、Ω-3脂肪酸）、リノレン酸（オクタデカトリエン酸、Ω-6脂肪酸）、シトロネロール、フィトール、テルペンといった成分が含まれており、健康食品や化粧品などの応用に有用な可能性がある。
油脂には植物性エストロゲンのプテロカルパン類(レスペフロリンG8、8-ヒドロキシ-ホモ-プテロカルパン)が含まれており、月経時における不定愁訴や月経前症候群の改善作用や、女性の美容効果で知られるプエラリアの代替を図った栄養補助食品への応用が期待される。また8‐ヒドロキシエイコサペンタエン酸が脂肪燃焼や糖の取り込み促進に関与する受容体（PPARαなどペルオキシソーム増殖因子活性化受容体）を活性化させることから抗肥満作用の栄養補助食品への応用が期待される。